# Джонатан Уинтърс
Джонатан Харшман Уинтърс III (на английски: Jonathan Harshman Winters III) (11 ноември 1925 г. – 11 април 2013 г.) е американски комик, актьор, автор и художник. Започвайки от 1960 г., той записва множество комедийни албуви за Върв Рекърдс. Негови плочи със записи са издавани всяко десетилетие в продължение на 50 години. Носител е на две награди Грами и е номиниран общо 11 пъти. 
Уинтърс озвучава Дядо Смърф в сериала „Смърфовете“ (1986–1989) и Татко Смърф във филмите „Смърфовете“ (2011) и „Смърфовете 2“ (2013).

## Избрана филмография
| година | филм                              | оригинално заглавие                | роля                     | режисьор       |
| ------ | --------------------------------- | ---------------------------------- | ------------------------ | -------------- |
| 1963   | Този луд, луд, луд, луд свят      | It's a Mad, Mad, Mad, Mad World    | Лени Пайк                | Стенли Крамър  |
| 1965   | Скъпият покойник                  | The Loved One                      | Хенри и Уилбър Гленоурти | Тони Ричардсън |
| 1994   | Семейство Флинтстоун              | The Flintstones                    | Прошареният човек        | Брайън Левант  |
| 1994   | Сянката                           | The Shadow                         | Уейнрайт Барт            | Ръсел Мълкахи  |
| 2000   | Приключенията на Роки и Булуинкъл | Adventures of Rocky and Bullwinkle | Уейнрайт Барт            | Дес Маканъф    |